# Eagle Eye
Eagle Eye is een Amerikaanse actie/thriller-film uit 2008. De film is geregisseerd door D.J. Caruso, met hoofdrollen voor Shia LaBeouf & Michelle Monaghan. Net als Disturbia, de vorige samenwerking tussen Caruso en LaBeouf, kent het verhaal overeenkomsten met een Alfred Hitchcock-film, ditmaal North by Northwest.
Eagle Eye werd genomineerd voor onder meer een Saturn Award voor beste sciencefictionfilm.

## Inhoud

### Proloog
Een Amerikaanse legereenheid denkt de gezochte terrorist Al-Khoei met radarbeelden opgespoord te hebben. Daarom wordt de president gebeld voor verdere instructies. De data-analyse-computer geeft aan dat de identiteit van Al-Khoei met maar 51% vaststaat met de voorhanden zijnde informatie en raadt daarom offensieve maatregelen af. De president negeert dit en geeft telefonisch de order een raketaanval te beginnen. Dit wordt nageleefd. Er vallen meer dan tien doden, zonder dat duidelijk is of er een terrorist geliquideerd is of dat er een begrafenis met enkel burgers is gebombardeerd.

### Verhaal
De dertigjarige Jerry Damon Shaw (Shia LaBeouf) bezoekt zijn ouderlijk huis naar aanleiding van de raadselachtige dood van zijn tweelingbroer Ethan W. Shaw. Hij is van zijn ouders vervreemd geraakt nadat hij stopte met zijn studie aan de Stanford-universiteit. Het ontbrak hem aan ambitie om nog langer door te gaan. In plaats daarvan werkt hij nu in de plaatselijke copyshop. Ethan daarentegen ging met reuzenstappen omhoog op de maatschappelijke ladder, voordat hij overleed.

Op ongeveer datzelfde moment brengt de gescheiden Rachel Holloman (Michelle Monaghan) haar zoontje Sam (Cameron Boyce) naar de trein, op weg naar een muziekuitvoering waarin hij voor de Amerikaanse president mag spelen.
Jerry schraapt maandelijks met pijn en moeite de huur voor zijn povere appartement bij elkaar, maar wanneer hij gaat pinnen staat er ineens 751.000 dollar op zijn rekening. Dat er iets helemaal niet klopt, blijkt wanneer er in zijn woning stapels kratten gevuld met vuurwapens zijn bezorgd. Nadat hij deze opent, wordt hij gebeld door een vrouwelijke stem. Deze vertelt hem dat de FBI eraan komt. Hij heeft dertig seconden om weg te komen. De totaal verdwaasde Jerry verzet geen voet en wordt dertig seconden later inderdaad door de FBI opgepakt op verdenking van terrorisme, waar hij niets van afweet. Dit probeert hij agent Thomas Morgan (Billy Bob Thornton) duidelijk te maken, maar die wil er niets van weten. Wanneer die even de kamer verlaat, gaat Jerry's telefoon weer. De vrouwenstem vertelt hem te bukken. Daarop zwaait de arm van een hijskraan door de muur en breekt Jerry uit. Hij dient de hem op stipte tijdstippen gegeven instructies steeds op te volgen, want als hij weer opgepakt wordt, wacht hem de doodstraf.
Rachel wordt op hetzelfde moment door dezelfde vrouwenstem gebeld. Ook zij dient vanaf dat moment alle gegeven opdrachten uit te voeren. Doet ze dat niet, dan ziet ze haar zoontje nooit meer levend terug. Net als Jerry krijgt ze te horen dat ze is 'geactiveerd'. Door wie of wat, weten ze allebei niet. Allebei krijgen ze opdracht zich naar een zwarte Porsche te begeven. Tot hun grote verbazing blijkt ieder stukje techniek dat ze onderweg tegenkomen - stoplichten, telefoonlijnen, elektronische deuren, liften - exact in hun voordeel te worden gemanipuleerd totdat ze samen in de Porsche zitten en zo samen op een vaartuig terechtkomen. Daar raakt de achtervolgende politie hun spoor kwijt. Naast Jerry en Rachel zijn er talloze anderen die tegelijkertijd gechanteerd worden om opdrachten uit te voeren die Jerry en Rachels tocht mogelijk moeten maken. Dat de doodsbedreigingen geen loze woorden zijn, blijkt wanneer een van hen weigert en vervolgens wordt omgebracht met een 'losschietende' elektriciteitskabel.
Jerry en Rachel worden zo naar een geheim kantoor geleid waar ze 'oog in oog' komen te staan met hun geheime opdrachtgever. Dit blijkt geen mens, maar een geavanceerde data-analysecomputer van de overheid genaamd Ariia die begonnen is een lang geleden ingeprogrammeerde opdracht uit te voeren. Deze computer heeft de beschikking over ieder beetje data en informatie dat in heel de Verenigde Staten wordt uitgewisseld met scan- en afluisterapparatuur, telefoons, videocamera's etc. Ze kan deze ook stuk voor stuk op ieder gewenst ogenblik voor eigen gebruik inzetten. Haar opdracht is van start gegaan toen de president een raketaanval opende op de vermeende Al-Khoei ondanks het negatieve advies. De computer is daarom overgeschakeld op Operatie Guillotine. Dit is gecreëerd om te voorkomen dat een zittende regering haar eigen machtswellust boven de nationale veiligheid zou stellen. Dit gebeurde toen de instructie voor de raketaanval werd gegeven.
De computer is het resultaat van  'Project Eagle Eye'  en is geprogrammeerd om nu de zittende machthebbers te elimineren en een nieuwe, zuivere regering hen te laten vervangen. Zowel de president als zijn twaalf machtigste ambtenaren zullen aanwezig zijn op de aankomende State of the Union. Daar wil Ariia ze met een immense bomaanslag met het nieuwe explosief Hex allemaal tegelijk elimineren. Jerry's broer bracht toen hij dit doorkreeg alleen een biometrisch slot op het programma aan voordat dit hem kon stoppen. Hierdoor kon Ariia Eye niet tot handelen overgaan. Ze had Jerry nodig om hem te scannen, daarmee de beeltenis en het stemgeluid 'van Ethan' in bezit te krijgen en zichzelf daarmee te ontgrendelen. Niets staat Ariia nu nog in de weg om haar eliminatie-opdracht uit te voeren, behalve Jerry. Om te voorkomen dat hij roet in het eten gooit, is het hem daarom niet toegestaan levend de ruimte te verlaten. Tijdens de State of the Union bevindt niettemin niet alleen de president zich met zijn gevolg in het Capitool, maar ook Rachels zoontje Sam en zijn orkestgenoten.

## Rolverdeling
| Acteur             | Personage        | Opmerkingen |
| ------------------ | ---------------- | --- |
| Shia LaBeouf       | Jerry Damon Shaw | Een 30-jarige vrijgezel op de grens tussen kind en man.                                                               |
| Michelle Monaghan  | Rachel Holloman  | Een 28-jarige, alleenstaande moeder.                                                                                  |
| Billy Bob Thornton | Thomas Morgan    | 40 jaar. Leider van het team dat erachter probeert te komen waar Jerry en Rachel zich bevinden.                       |
| Rosario Dawson     | Zoe Perez        | 31 jaar. Weet heel veel van computers af en probeert er ook achter te komen door wie Jerry en Rachel geholpen worden. |
| Ethan Embry        | Toby Grant       | 20-jarig hulpje van Morgan.                                                                                           |